# Духовно-образовательный центр имени преподобной Женевьевы Парижской
Духовно-образовательный центр имени преподобной Женевьевы Парижской (первоначально Ру́сская духо́вная семина́рия во Фра́нции, фр. Séminaire orthodoxe russe en France) — учебное заведение Корсунской епархии Русской православной церкви (Московский патриархат), готовящее священно- и церковнослужителей. Центр расположен в городе Эпине-су-Сенар, пригороде Парижа (Франция).
Как отмечает иеромонах Ириней (Грибов), «между семинарией в классическом смысле этого слова и нашим Центром есть принципиальная разница в содержании и форме собственной образовательной деятельности. Семинария предполагает ведение пастырской подготовки, Центр же такую подготовку не предполагает, поэтому он ближе к университету открытого типа, когда основное образование студенты получают за его стенами в парижских вузах, а сам Центр предоставляет учащимся возможность вести духовную жизнь и дополняет их образование небольшим количеством лекций-конференций с приглашенными лекторами. Такой формат достаточно прочно укоренился в католической образовательной системе, но практически не встречается в русском духовном образовании. Чтобы подчеркнуть специфику нашей организации, в России мы называемся образовательным центром, а во взаимоотношениях с нашими западными коллегами за нами сохраняется название Русской семинарии».

## Предыстория
Духовно-образовательный центр имени преподобной Женевьевы Парижской — не первое образовательное учреждение Русской православной церкви во Франции. Помимо созданного в 1925 году трудами видных деятелей русской эмиграции во главе с митрополитом Евлогием (Георгиевским) Сергиевского православного богословского института, который с 1946 года является высшим учебным заведением Западноевропейского экзархата русских церквей Константинопольского Патриархата.
В 1944 году клириком Московского патриархата Евграфом Ковалевским и его сподвижниками в Париже был создан Свято-Дионисиевский православный богословский институт, который в 1953 году вместе с Евграфом Ковалевским покинул Московский патриархат.
В 1953 году при Западноевропейском Экзархате Московского Патриархата были открыты православные богословско-пастырские курсы при Трехсвятительском подворье в Париже. Эти курсы были учреждены по инициативе епископа Клишиского Николая (Ерёмина) (позднее митрополит Корсунский, патриарший экзарх Западной Европы). Их курс был рассчитан на два года, обучение студентов проводилось на русском и французском языках.
До 1958 года курсы располагались в помещении администрации Экзархата на улице д’Аллерэ дом 26. Слушатели курсов участвовали в ежедневных богослужениях в Трехсвятительском храме и проживали в помещениях при храме. Однако в 1958 году, в связи со строительством нового помещения для Трехсвятительского храма, богословско-пастырские курсы были переведены в Вильмуассон, в усадьбу расположенную на улице Ферранд, дом 5, где одновременно владыка Николай организовал небольшой монастырь при храме в честь преподобных Сергия и Германа Валаамских.
Семинария в Вильмуассоне просуществовала всего несколько лет. Она была закрыта после ухода на покой в 1963 года её основателя митрополита Николая (Ерёмина), позже в 1973 году была закрыта и обитель.

## История
После падения «железного занавеса» и открытия значительного числа новых приходов Русской православной церкви в Западной Европе всё сильнее осознавалась необходимость открытия семинарии для подготовки духовенства специально для зарубежных приходов. Идея о создании семинарии Русской Православной Церкви во Франции получила свое развитие вскоре после пастырского визита в Париж в октябре 2007 года Патриарха Московского и всея Руси Алексия II. По словам иеромонаха Александа (Синякова): «Во-первых, Париж — центр самой крупной епархии Московского Патриархата за пределами СНГ (не считая Берлинской). Во-вторых, в Париже максимально сконцентрированы интеллектуальные ресурсы русской эмиграции. Свою роль сыграло то, что у нас сложились хорошие отношения с Католической Церковью. Наконец, нам было проще наладить отношения со светскими учебными заведениями — с той же Сорбонной, где я преподавал».
15 апреля 2008 года, заслушав доклад митрополита Кирилла, Священный Синод Русской православной церкви постановил открытие Православной духовной семинарии в Париже. По словам архиепископа Корсунского Иннокентия (Васильева): «более года понадобилось нам для того, чтобы решить необходимые организационные вопросы, подыскать помещение, сформировать преподавательскую корпорацию». По словам ректора Александра (Синякова) «Мы не можем игнорировать тот факт, что, несмотря на очевидную секуляризацию, французская культура и история тесно связана с Католической Церковью. Нам не просто было заинтересовать католических собеседников в проекте создания русской православной семинарии во Франции. Но когда нам это удалось, они согласились нам помочь в поиске помещений, что в настоящее время довольно сложно в парижском регионе с теми ограниченными средствами, которыми располагает Корсунская епархия». Католическая епархия предложила на выбор несколько десятков зданий. Остановились на доме святой Женевьевы в Эпине-су-Сенар (фр. Épinay-sous-Sénart), в 21 км к юго-востоку от Парижа. Первые занятия в семинарии начались 5 октября 2009 года. Торжественное открытие 14 ноября того же года возглавил председатель ОВЦС МП архиепископ Волоколамский Иларион (Алфеев). В 2011 году епископ Корсунский Нестор (Сиротенко) отмечал: «Специфика служения в нашей епархии такова, что нам просто необходимы грамотные, церковно образованные кадры, владеющие иностранными языками, имеющие опыт жизни и служения в наших непростых условиях. Такие кадры взять неоткуда, мы должны готовить их сами»
В начале 2010 года общественный резонанс вызвало открытое письмо бывшего студента семинарии Андрея Серебрича, критиковавшего порядки, заведённые в семинарии её ректором Александром (Синяковым).
В ноябре 2013 года Патриарх Московский и всея Руси Кирилл учредил специальную комиссию, ответственную за распределение выпускников Русской духовной семинарии во Франции. Комиссия состоит из Председателя Учебного комитета Русской Православной Церкви, руководителя Управления Московской Патриархии по зарубежным учреждениям, правящего архиерея Корсунской епархии и ректора Парижской семинарии. Решения комиссии представляются на утверждение Патриарха Московского и всея Руси.
13 февраля 2014 года в Русской духовной семинарии во Франции состоялось подписание соглашения о сотрудничестве между семинарией и Российским православным университетом.
24 декабря 2015 года Священный Синод Русской православной церкви констатировал: «За годы существования этого учреждения сформировались особенности его функционирования, предполагающие проживание и духовное окормление, слушание небольшого количества лекций при получении основного образования в других учебных заведениях Франции. С учётом принципиального отличия указанного учреждения от духовных семинарий Русской Православной Церкви и по итогам инспекции Парижской духовной семинарии Учебный комитет предложил переименовать Парижскую духовную семинарию» и определил считать Парижскую православную духовную семинарию Духовно-образовательным центром имени преподобной Женевьевы Парижской при Корсунской епархии с сохранением права использовать наименование «семинария».
В ноябре 2017 года при духовно-образовательном центре по инициативе друзей семинарии, родителей детей франко-русских семей открылась школа дополнительного образования «Феникс» с уроками по русскому языку, развитию речи и чтению, занимательной логике и математике.
9 марта 2022 года в связи с началом активных боевых действий на Украине, на сайте духовно-образовательного центра было опубликовано сообщение: «Духовно-образовательный Центр преподобной Женевьевы Парижской в Эпине-су-Сенар, где русские и украинцы живут в согласии уже больше десяти лет, может быть в этой войне только на стороне невинных жертв. Мы верим, что правда утверждается миром, а не войной. И в любом военном действии мы видим несправедливость. Мы верим только в единую, святую, соборную и апостольскую Церковь. Поэтому мы отказываемся верить в любую человеческую империю и осуждаем любые проявления империализма. Существование наций для нас имеет смысл только ради мира и безопасности людей, истинное гражданство которых, как нам кажется, может быть только небесным. Поэтому в любом национализме мы видим идолопоклонничество».

## Обучение
Духовно-образовательный центр имени преподобной Женевьевы Парижской — учебное заведение, позволяющее совмещать обучение и научные исследования в светском университете с духовным образованием и богослужебной практикой. Все учащиеся центра обучаются в одном из университетов Парижа, получая дополнительное образование в стенах духовно-образовательного центра. Таким образом, Духовно-образовательный центр имени преподобной Женевьевы Парижской «не автономное учебное заведение, а коллегиум, существующий при светских и церковных университетах („университетская семинария“)».
Обучение в образовательном центре ведётся на французском и русском языках. Как пояснил архиепископ Корсунский Иннокентий в 2009 году: «60 % занятий будет проходить на этом [французском] языке. Таково требование закона, и мы обязаны ему подчиниться. Иначе выпускники семинарии не смогут получить дипломы государственного образца».

### Поступление в семинарию
Кандидаты на поступление в духовно-образовательный центр должны быть крещеными православными христианами, любой национальности.
Зачисление происходит в два этапа:
1. Кандидаты представляют необходимые документы в Приемную комиссию, которая совершает предварительный отбор по досье. Кандидаты, прошедшие отбор приглашаются на собеседование;
2. Зачисление кандидатов, прошедших отбор по досье, в состав студентов происходит с 2010 года по результатам собеседования со специальной комиссией под председательством руководителя Управления Московской Патриархии по зарубежным учреждениям[28].

### Учебные программы
Духовно-образовательный центр предоставляет четыре различные программы обучения: Пастырская, Бакалаврская и Магистерская с проживанием в семинарии, а также трехгодичный экстернат.

#### Подготовительный курс
Подготовительный курс продолжительностью в один учебный год (два семестра), предназначен выпускникам православных духовных заведений (семинарий и академий), готовящихся к обучению по бакалаврской или магистерской программе.
Основными целями курса являются:
1. совершенствование французского языка и иных языков, необходимых для дальнейшего обучения;
2. подготовка кандидата к будущему обучению во французском университете;
3. ознакомление с французским законодательством в отношении религиозных организаций и спецификой контекста церковно-государственных отношений, которое осуществляется по программе, разработанной Министерством внутренних дел Франции: «Религии, светскость и межкультурное сотрудничество»[29] в Католическом институте Парижа.

#### Пастырская программа
Утверждённая в сентябре 2013 г., пастырская программа продолжительностью в два учебных года адресована двум категориям учащихся:
1. выходцам из западных стран, не имеющим опыта обучения в семинарии и готовящимся к принятию священного сана;
2. учащимся из стран СНГ с высшим теологическим или иным образованием, но без опыта обучения в пастырских духовных заведениях Московского Патриархата.

Двухгодичный пастырский цикл является полноценной программой, основная цель которого — подготовить кандидата к пастырскому служению, восполнить отсутствие православного духовного образования, учитывая специфику контекста западных стран.
После его окончания, по личному желанию и по благословению священноначалия, студент может продолжить обучение в рамках стандартной модели Парижской православной семинарии: бакалавриат и/или магистратура в одном из университетов Парижа с дополнительным богословским образованием в самой семинарии.

#### Бакалавриат и магистратура
Принцип обучения на бакалавриате и магистратуре в семинарии особый: семинаристы обучаются одновременно в самой семинарии и в одном из высших учебных заведений Парижа (Университет Париж-Сорбонна, Практическая школа высших исследований при Сорбонне, Парижский католический институт). Семинаристы записаны на общих основаниях в светском или католическом университете, где проходят полный курс бакалавриата или магистратуры, тогда как в самой семинарии они получают дополнение в области догматики, канонического права, пастырского богословия и истории Церкви.

#### Богословские курсы (бывший экстернат)
Богословские курсы образовались в результате преобразования программы экстерната. Они открыты для всех желающих. Программа курсов рассчитана на три года и включает участие в сессиях, написание курсовых работ и самообучение под руководством преподавателей семинарии.
Преподавание ведется на русском языке.

## Издательская деятельность

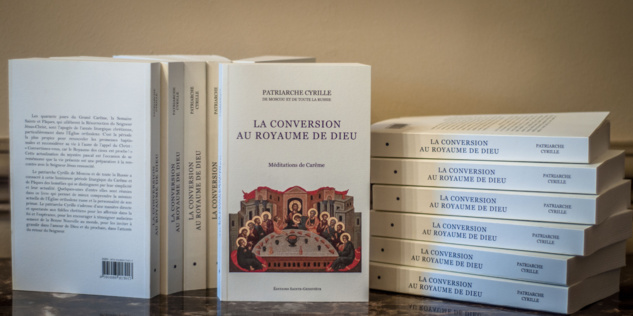

В январе 2010 года издан первый номер студенческого журнала на французском языке «Lettre aux amis».
В декабре 2010 года семинария выпустила последование вседневной вечерни: параллельное издание на славянском и французском языке.
С 2012 года журнал выходит под названием «Slavonika. Lettre aux amis». Большая часть статей журнала публикуется параллельно на французском и русском языках. Основная часть журнала — это статьи семинаристов, посвященные их научным исследованиям, а также опыту обучения во Франции.
В ноябре 2013 года была опубликована литургия апостола Иакова, брата Господня, также в параллельном издании на славянском и французском языке.
В декабре 2013 года при семинарии было создано Издательство святой Женевьевы (фр. Éditions Sainte-Geneviève). Издательство ставит перед собой просветительские задачи: познакомить русскоязычного читателя с историей и жизнью Русской православной церкви за рубежом и открыть франкоязычному читателю наследие восточной православной традиции. Издательство публикует книги на французском и русском языках, а также двуязычные издания.
С 2014 года действует интернет-магазин издательства прп. Женевьевы по адресу: www.editions-orthodoxes.fr
В феврале 2014 года в Издательстве семинарии вышла первая книга — «La conversion au Royaume de Dieu. Méditations du Carême», которая является французским переводом книги Патриарха Московского и всея Руси Кирилла «Тайна Покаяния. Великопостные проповеди». Презентация книги состоялась 12 марта 2014 года в резиденции Посла Российской Федерации в Париже.
В ноябре 2014 года издательство выпустило книгу прот. Сергия Моделя на русском языке о православии в Бельгии: «Всякая чужбина для них отечество»: 150 лет присутствия Православия в Бельгии (1862—2012 гг.).

## Здание
С 1 сентября 2009 года учебные корпуса духовно-образовательного центра располагаются в доме святой Женевьевы в Эпине-су-Сенар (фр. Épinay-sous-Sénart), в 21 км к юго-востоку от Парижа. Это здание XVII—XVIII века принадлежало католическому монастырю сестёр-помощниц (фр. Société des Auxiliatrices des âmes du Purgatoire).
С 1 августа 2011 года Русская православная церковь стала владельцем здания и всей прилегающей к ней территории.
В здании находятся 25 студенческих комнат (каждый семинарист живёт в отдельной комнате) и пять комнат для священников и преподавателей, приезжающих в семинарию, а также семинарская библиотека, несколько помещений для занятий, большой конференц-зал, зал советов, парадный зал и большая трапезная семинарии.

## Домовый храм

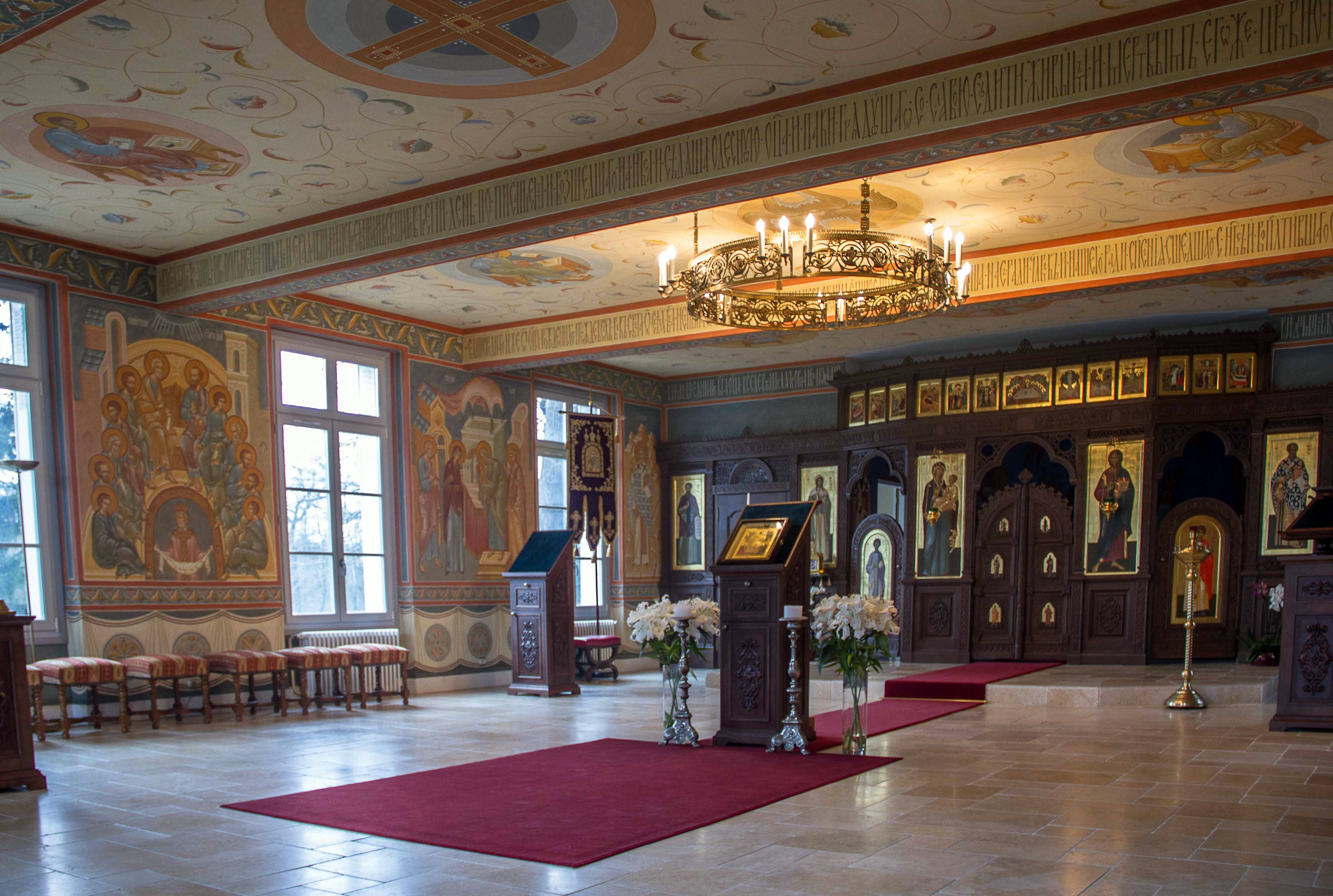
Домовый храм в честь свят. Мартина Исповедника и прп. Женевьевы Парижской

На первом этаже здания духовно-образовательного центра располагается домовый храм семинарии в честь свят. Мартина Исповедника и прп. Женевьевы Парижской.
Работы по благоустройству домового храма начались в августе 2011 г. Пол в храме был выложен плитами из белого камня. Алтарная часть храма была расписана мастерами иконописной мастерской Трехсвятительского подворья под руководством Эмилии ван Таак. В октябре 2011 г. в семинарию был доставлен и установлен иконостас, выполненный из резного дерева в московской мастерской «Никопея». Группой иконописцев из Москвы под руководством В. А. Ермилова, преподавателя иконописной школы МДА, была расписана основная часть домового храма семинарии.

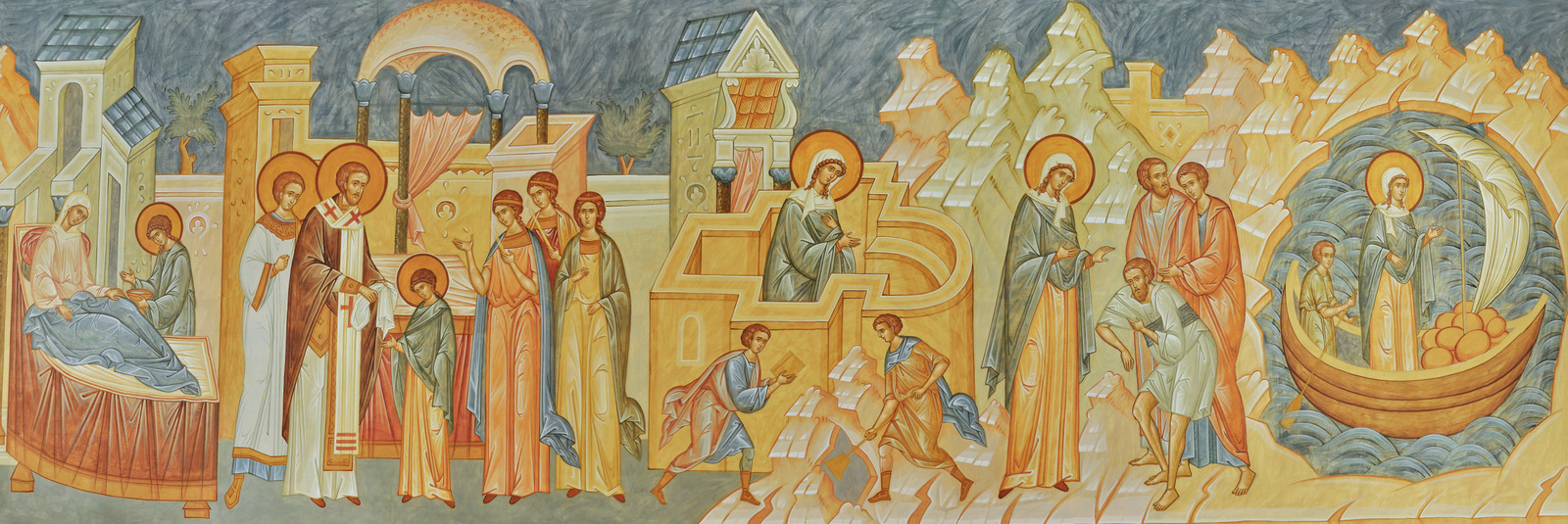
Житие прп. Женевьевы Парижской. Фреска домового храма семинарии

Южную стену храма украшает уникальная фреска с житием преподобной Женевьевы (благословение св. Германом Ауксерским, исцеление матери от болезни, посвящение в девы св. Маркеллом Парижским, основание базилики в честь священномученика Дионисия Парижского, принесение хлебов в осажденную столицу). На северной стене изображены Пятидесятница, Сретение и Преполовение Пятидесятницы. Западная стена украшена фресками св. первоверховных апостолов Петра и Павла, фреской Христа, окруженного русскими святителями Алексеем и Петром, и фреской с изображением Пресвятой Богородицы в окружении пророков Моисея и Исайи.
14 ноября 2012 г. в день трехлетия со дня открытия семинарии архиепископ Егорьевский Марк совершил великое освящение домового храма.
Богослужения в домовом храме совершаются ежедневно (в будни дни литургия в 7:30, вечернее богослужение в 19:00; в субботу литургия в 9:00 в 18:00 всенощное бдение; в воскресение и двунадесятые праздники литургия в 10:00) и открыты для всех желающих.
Язык богослужения: славянский и французский.

## Святыни храма

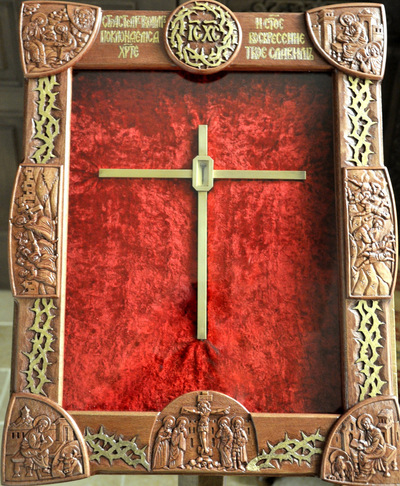
Реликварий с шипом от Тернового венца Господа Иисуса Христа, хранящийся в храме

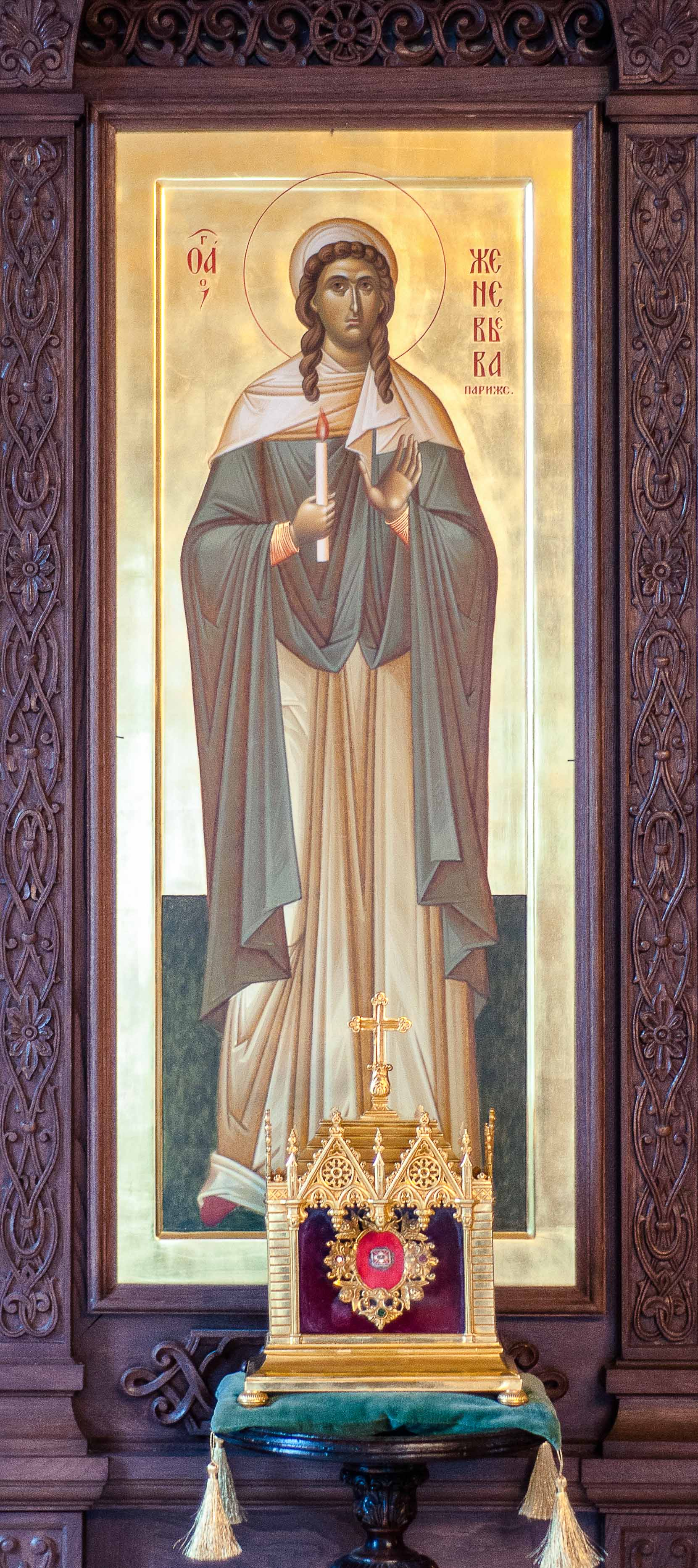
Частица мощей прп. Женевьевы Парижской (домовый храм)

В домовом храме находятся мощевик с частицей мощей преподобной Женевьевы. Он бы торжественно передан епископом Понтуазским Жан-Ив Риокре Корсунской епархии для храма Русской духовной семинарии во Франции. Церемония передачи мощей состоялась в кафедральном соборе Святого Макловия города Понтуаз 1 июля 2010 года.
В домовом храме также храниться Шип от Тернового венца Господа Иисуса Христа. Торжественная передача Корсунской епархии реликвария с шипом состоялась в субботу Похвалы Пресвятой Богородицы 9 апреля 2011 в домовом храме Парижской православной духовной семинарии. Святыня была дарована русской семинарии Конгрегацией Сестер-помощниц (фр. Société des Auxiliatrices des âmes du Purgatoire), ранее занимавшей монастырь преподобной Женевьевы в Эпине-су-Сенар, в котором ныне располагается семинария.
Шип от Тернового венца Господня запаян в капсулу из горного хрусталя, которая вставлена в крест из массивного позолоченного серебра. Вместе со святыней сестры передали духовной школе старинные и современные документы, посвященные истории этого Тернового шипа.
Конгрегация Сестер-помощниц получила святыню в дар от архиепископа Венского в 1960 г. Реликварий, содержащий этот Терновый шип, был вывезен из Франции во время революции и в 1790 г. привезен в Прагу, откуда позднее был переправлен в Вену.
Новый реликварий для Тернового шипа был изготовлен в России в декабре 2011 года. Он сделан из дерева, на котором вырезаны изображения Тернового венца, бичевания, крестного пути, и распятия Господа нашего Иисуса Христа, а также четыре евангелиста.
Для поклонения Шип от Тернового венца износится на вечернем богослужении вторника и четверга, а также на божественной литургии в субботу.

## Храм в честь Рождества Пресвятой Богородицы

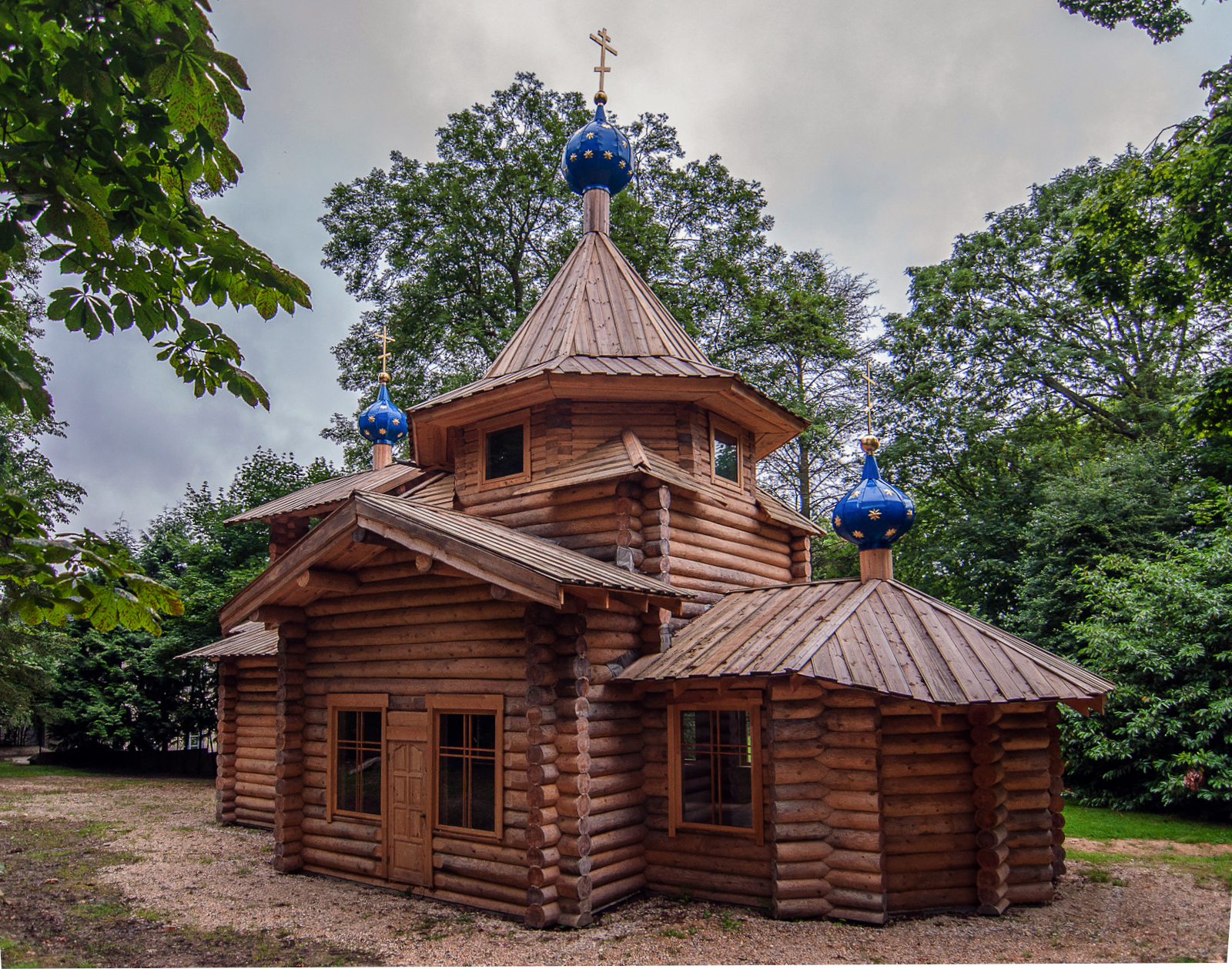
Храм в честь Рождества Пресвятой Богородицы в парке центра

В сентябре 2012 года в парке духовно-образовательного центра была возведена деревянная церковь в честь Рождества Пресвятой Богородицы. Эта первая церковь Парижского региона, построенная в традициях русского храмового деревянного зодчества, была подарена семинарии А. С. Шаповаловым, меценатом из Тверской епархии.
15 апреля 2012 года епископом Корсунским Нестором был совершен чин закладки храма.
Во второй половине июля 2012 года начались работы по сооружению фундамента храма, которые были завершены в августе. 6 сентября 2012 г. в разобранном виде храм был доставлен в семинарию. Работы по возведению храма осуществляла бригада мастеров-добровольцев из России под руководством А. С. Шаповалова.
21 сентября 2012 года работы по возведению храма были полностью завершены. На колокольню был установлен набор из шести колоколов, отлитых на Воронежском заводе и подаренных семинарии Е. В. Осадчим.
Общая площадь храма составляет 100 м2. Высота храма — 18 метров.
Торжественное освящение храма было совершено 21 сентября 2014 года руководителем Управления Московской Патриархии по зарубежным учреждениям архиепископом Егорьевским Марком (Головковым). На богослужении присутствовал Чрезвычайный и Полномочный посол Российской Федерации во Франции А. К. Орлов, мэр города Эпине-су-Сенар Жорж Пюжальс и члены муниципального совета, советник по религиозным делам Министерства иностранных дел Франции посол Жан-Кристоф Посель, глава Агломерации Валь-д’Йер и депутат департамента Эссон Николя Дюпонт-Эньян, депутат местного округа и мэр г. Бюси-Сент-Антуан Роман Коля, генеральный советник округа Моник Нтину, мэры соседних городов, представители местного католического прихода, мусульманской общины, многочисленные православные верующие. Открытие храма вошло в TOP-20 событий «Дней национального достояния» в Парижском регионе по версии радио France Bleu.
В сентябре 2015 года в деревянном храме Рождества Богородицы на этой неделе закончился последний этап крупных работ по внутреннему благоустройству: была установлена лестница на колокольню.

## Администрация
- митрополит Корсунский и Западноевропейский Антоний (Севрюк) — канцлер, председатель административного совета
- иеромонах Ириней (Грибов) — и. о. ректора
- иеромонах Петр (Смирнов) — помощник ректора